# Акнашен
Акнашен (арм. Ակնաշեն) — село в Армавирской области Армении.

## География
Село расположено в юго-восточной части марза, при автодороге , к востоку от реки Севджур, на расстоянии 34 километров к юго-востоку от города Армавир, административного центра области. Абсолютная высота — 835 метров над уровнем моря.
Климат
Климат характеризуется как семиаридный (BSk в классификации климатов Кёппена). Среднегодовая температура воздуха составляет 12,4 °C. Средняя температура самого холодного месяца (января) составляет −2,7 °С, самого жаркого месяца (июля) — 25,8 °С. Расчётная многолетняя норма атмосферных осадков — 289 мм. Наибольшее количество осадков выпадает в мае (49 мм).

## Население
| Год переписи | Население          | Население          | Население          | Население            | Население            | Население            |
| Год переписи | Наличное население | Наличное население | Наличное население | Постоянное население | Постоянное население | Постоянное население |
| Год переписи | Всего              | Мужчины            | Женщины            | Всего                | Мужчины              | Женщины              |
| ------------ | ------------------ | ------------------ | ------------------ | -------------------- | -------------------- | -------------------- |
| 2001         | 1372               | 668                | 704                | 1404                 | 689                  | 715                  |
| 2011         | 1388               | 679                | 709                | 1569                 | 788                  | 781                  |

| Год  | Численность | Численность |
| ---- | ----------- | ----------- |
| 1873 | 361         | [ 10 ]      |
| 1897 | 504         | [ 11 ]      |
| 1926 | 458         | [ 11 ]      |
| 1939 | 652         | [ 11 ]      |
| 1959 | 941         | [ 11 ]      |
| 1970 | 1177        | [ 11 ]      |
| 1989 | 1366        | [ 12 ]      |
| 2001 | 1404        | [ 11 ]      |
| 2011 | 1569        | [ 13 ]      |